# خمسة شارع الأصدقاء
خمسة شارع الأصدقاء هو برنامج كوميدي تعليمي من إنتاج عربي لشركة أنوار الكويتية للرسوم المتحركة. يعرض البرنامج قضايا الشباب الجامعي والثانوي ويعالج مشكلاتهم بطريقة فكاهية هادفة. عرض المسلسل على قناة الرسالة عام 2004، وفي عام 2011 بدأ عرضه على قنوات أخرى.

## الشخصيات

### الرئيسية
- متعب: فتى قوي ورياضي ذو عضلات يحب التباهي ويعشق المغامرة وتحدي المخاطر جريء لكنه متهور وبسبب هذا يقع كثيرا في المشاكل

- نجيب: فتى ذكي بشكل شديد لديه إجابة عن كل شيء يحب القراءة والكتب يطمح أن يكون المتفوق دائماً وعقله منشغل دومًا بالبحث عن تفسير لكل شيء عيبه الوحيد أنه يعاني القليل من الغرور والأنانية ويسعى دوماً للمثالية، كان يعاني من فوبيا المصاعد

- بهلول: فتى من عائلة ثرية ورغم هذا فهو يملك شخصية ساذجة وغبية لكنه بريء وطيب القلب يحب مساعدة الآخرين، كان يعاني من فوبيا الظلام
- شوقي: يتيم الأب وهو التوأم الأكبر لرامي مجتهد ومرتب الا ان ثقته بنفسه قليلة، حساس جدا، صاحب مشاعر مرهفة يحب الشعر والقصائد ويهتم باخيه
- رامي: التوأم الاصغر لشوقي فتى ذكي ونشيط ومحبوب، لديه القليل من العناد، يحب ألعاب الفيديو ويجد دوماً أفكار لمساعدة اصدقائه، كان يعاني من فوبيا الحشرات

### الثانوية
- مصلح: العامل النشيط في المبنى الذي يعيش به الأصدقاء من اصل هندي لا يتحدث العربية بشكل جيد
- نورة: الاخت الصغرى لبهلول
- نمس: الحارس البواب للمدرسة التي يرتادها الأصدقاء الخمسة شخص محتال وماكر ويبحث عن أي فرصة لكسب المال
- نزيفة: الخادمة الوفية لبيت عائلة بهلول
- مريش: والد بهلول ونورة وهو رجل ثري جدا
- فضة: زوجة مريش ووالدة بهلول ونورة
- العم ربحي: صاحب المطعم الذي يجتمع فيه الاصدقاء عادة يحب المال وعد المال وجمع المال مع أنه مطعمه سيئ جداً
- ذلول: عامل في مطعم العم ربحي
- العم عباس: أحد سكان العمارة شيخ كبير في السن ينزعج دائماً من أي ضجيج صغير
- الأستاذ نظمي: مدير المدرسة التي يرتادها الأصدقاء الخمسة لطيف جدا ويحب الطلاب المنضبطين ويعاقب المقصرين في المدرسة
- الأستاذ عارف: معلم الصف الذي يدرس فيه جميع الأصدقاء الخمسة طيب القلب معلم لمادة اللغة العربية ويهتم بتلاميذه